# Herb Srebrnej Góry
Herb Srebrnej Góry – jeden z symboli Srebrnej Góry w postaci herbu.

## Wygląd i symbolika
Herb przedstawia w górnej połowie czarno-czerwonego orła Księstwa Ziębickiego z czapką książęcą na głowie. Jego heraldycznie prawa, czarna połowa mieści się w polu o barwie złotej, zaś lewa, czerwona – w polu o barwie srebrnej. Dolną połowę herbu zajmuje herb rodu Podiebradów: trzy czarne, poprzeczne belki na białym tle. Za orłem znajdują się dwa skrzyżowane młoty górnicze.
Symbolika herbu nawiązuje do przynależności politycznej miasta (orzeł), jego górniczej funkcji (młoty) oraz pochodzenia władców (herb Podiebradów).

## Historia
Herb został nadany miastu w 1540 przez książąt ziębickich z rodu Podiebradów: Joachima, Jerzego, Jana i Henryka.  Herb zmieniał się na przestrzeni wieków tylko nieznacznie i używany jest do dziś.
Dwuczęściowy orzeł z herbu błędnie interpretowany jest jako zestawienie połuorłów dolnośląskiego i brandenburskiego.